# Martin Koláček
Martin Koláček (* 11. listopadu 1981 Brno) je český spisovatel, který se věnuje především tvorbě sci-fi a humoristické literatuře.

## Život
Martin Koláček se narodil 11. listopadu 1981 v Brně. Vystudoval Fakultu humanitních studií UK v Praze, kde získal bakalářský titul. Magisterské studium antropologie v roce 2006 opustil a nastoupil do firmy Disney Mobile Games na pozici Game designera. Tvorbou her se živil dalších 10 let. V roce 2013 založil nakladatelství E-knihy jedou, v jehož rámci vydal v průběhu prvních 10 let více než 1700 elektronických titulů, většinou od začínajících autorů a autorek.

## Dílo

### Knihy
- Sedm sebevražd (2000, Protis)
- Grunt RX-10 (2007, vlastním nákladem česky, 2011 anglicky a španělsky)
- Udržovatel (2010, vlastním nákladem, Tribun)
- Já, slastbot: Profil smazán (2011 vlastní náklad, česky a anglicky)
- Hliněná božstva (2013, E-knihy jedou)
- Příběh lidské vlhkosti (2013, E-knihy jedou), napsáno se spisovatelem Martinem Strnadem
- Renegát z Udaru (2013, E-knihy jedou)
- Chlupatej z Udaru (2013, E-knihy jedou)
- Sedmero plastových panen (2013, E-knihy jedou)
- Bagr: Příběh mutanta (2015, E-knihy jedou)
- Slavíček z Letné a ptačí lidé z Jupiteru (2018, E-knihy jedou)
- Ztracena ve snu: Gamebook (2020, E-knihy jedou)
- Hliněná božstva: Komiks (2022, E-knihy jedou)
- Chrlič na tripu (2022, E-knihy jedou)
- Běžkyně (2023, E-knihy jedou)

### Povídky
Kromě jednotlivých povídek, které distribuuje na svých stránkách, byly povídky autora publikovány ve sbírkách a projektech:
- Český konec světa
- Vzorník 2012
- Audio-povídky zdarma